# Przewodnik turystyczny

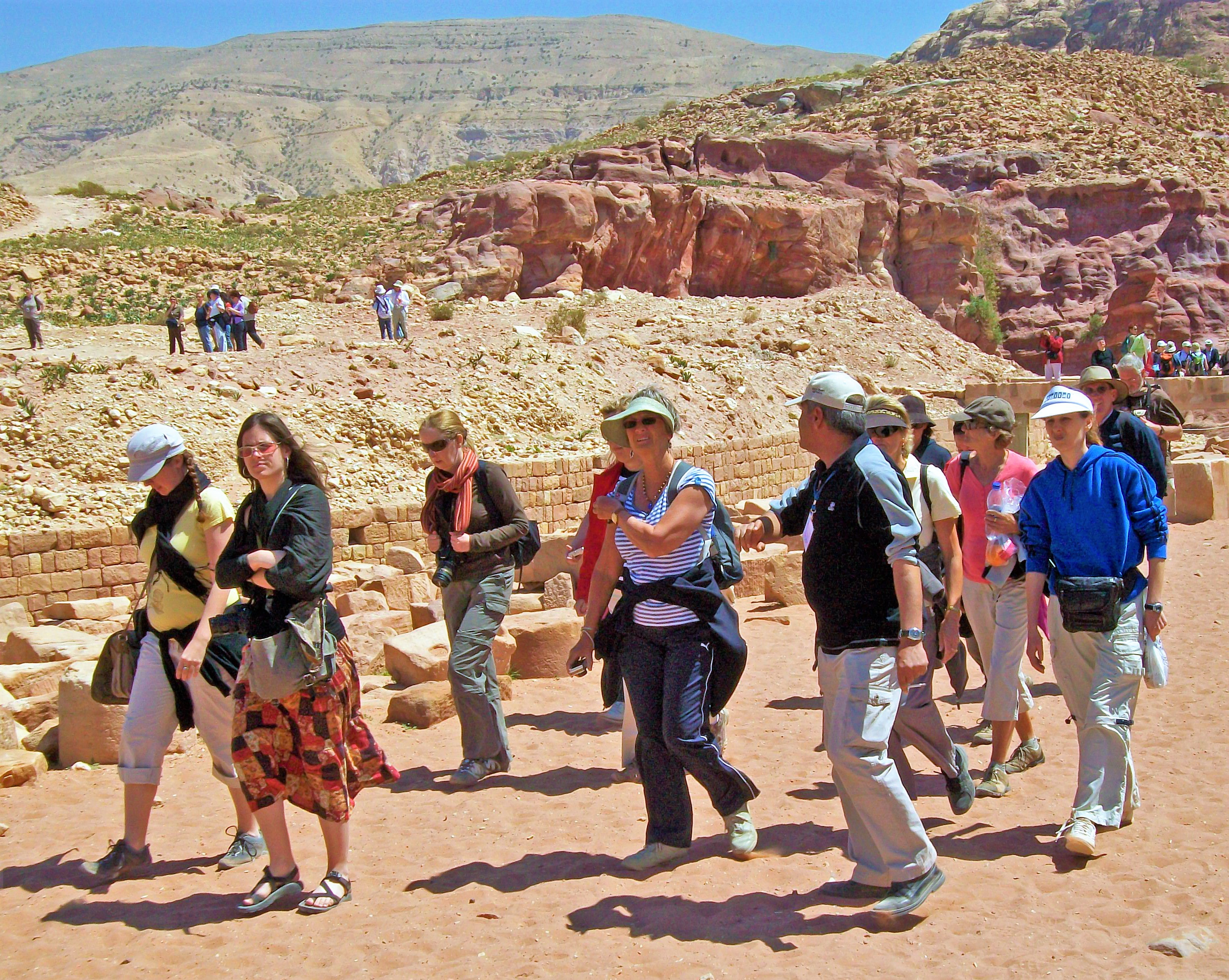
Turyści z przewodnikiem w Petrze, Jordania

Przewodnik turystyczny – osoba zawodowo oprowadzająca turystów lub odwiedzających po wybranych obszarach, miejscowościach i obiektach, udzielająca o nich fachowej informacji oraz sprawująca opiekę nad turystami lub odwiedzającymi.

## Przewodnicy turystyczni w Polsce

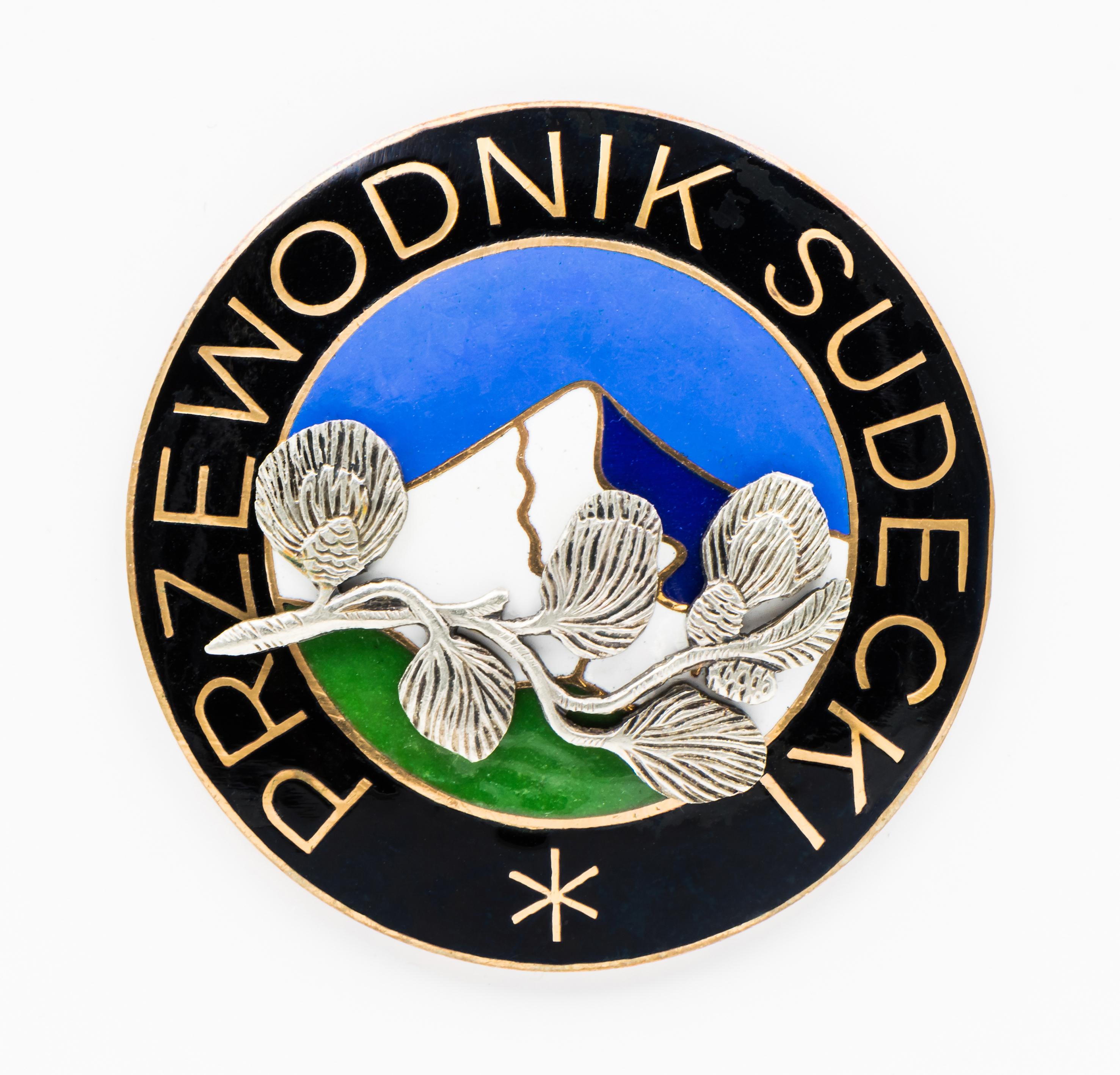
Odznaka przewodnika sudeckiego

Do 31 grudnia 2013 roku do pełnienia zawodu przewodnika turystycznego wymagane były odpowiednie uprawnienia (wydawane przez marszałka województwa, właściwego dla miejsca zamieszkania, potwierdzone legitymacją i odznaką) do udzielenia informacji turystycznych i krajoznawczych oraz do oprowadzenia wycieczek i turystów indywidualnych po obiektach, trasach i miejscowościach.
Po deregulacji w roku 2013 obowiązek uprawnień został zachowany jedynie dla przewodników górskich. W odniesieniu do przewodników miejskich i terenowych zawód ten został przez Ministerstwo Sprawiedliwości uwolniony. W związku z tym obowiązki przewodnika może wykonywać każdy.
Dyskutowane również były systemy szkolenia przewodników turystycznych przez organizacje branżowe, które jednak nie miałyby żadnego usankcjonowania prawnego i mogą jedynie posiadać status dobrowolny.

### Uprawnienia (do 31.12.2013)
Przewodnikiem turystycznym może być osoba, która posiada uprawnienia określone ustawą z dnia 29 sierpnia 1997 r. o usługach hotelarskich oraz usługach pilotów wycieczek i przewodników turystycznych (Dz.U. z 2017 r. poz. 1553). Funkcja przewodnika turystycznego to przede wszystkim sumienne sprawowanie opieki nad uczestnikami podczas oprowadzania wycieczek, jak również fachowe udzielanie im informacji o kraju, odwiedzanych miejscowościach, obszarach i obiektach. Po deregulacji w roku 2013 w ustawie pozostały zapisy jedynie o przewodnikach górskich (zniesiona została także kategoria przewodników wysokogórskich na rzecz przewodników tatrzańskich II i I klasy).
Rozróżniano 4 kategorie przewodników turystycznych:
- przewodnik górski dla określonych obszarów górskich (Beskidy, Tatry, Sudety),
- przewodnik miejski dla poszczególnych miast oraz obszarów i obiektów znajdujących się w strefie podmiejskiej, jeżeli są one związane z historią, kulturą lub gospodarką miasta,
- przewodnik terenowy dla poszczególnych województw lub regionów (włącznie z miastami położonymi w obrębie województwa lub regionu),
- przewodnik wysokogórski międzynarodowy bez ograniczeń terytorialnych.

Uprawnienia przewodnika turystycznego lub pilota wycieczek otrzymuje osoba, która:
- ukończyła 18 lat i szkołę średnią,
- posiada stan zdrowia umożliwiający wykonywanie zadań przewodnika (potwierdza to odpowiednia komisja lekarska),
- nie była karana za przestępstwa umyślne lub inne popełnione w związku z wykonywaniem zadań przewodnika turystycznego lub pilota wycieczek,
- odbyła szkolenie i praktykę przewodnicką oraz zdała egzamin na przewodnika turystycznego przed komisją, powołaną przez Marszałka województwa.

Kursy na uzyskanie uprawnień przewodnika turystycznego są zwykle organizowane przez istniejące Koła Przewodników Górskich, kluby PTTK, biura podróży, organizacje studenckie lub inne organizacje, posiadające zezwolenie Marszałka danego województwa.
Uprawnienia przewodnikom turystycznym wycieczek wydają, odmawiają wydania, zawieszają i przywracają oraz cofają Marszałkowie województw, właściwi terytorialnie dla miejsca zamieszkania przewodnika turystycznego, na drodze decyzji administracyjnej.
Do zadań przewodnika turystycznego należy:
- oprowadzanie wycieczek,
- fachowe udzielenie informacji o kraju, odwiedzanych miejscowościach, obszarach i obiektach turystycznych; uświadomienie turystom bogactwa kulturalnego naszego państwa, zabytków, pomników, które są naszym wspólnym dziedzictwem,
- w zakresie ochrony przyrody i krajobrazu – uczenie poszanowania natury,
- opieka nad turystami,
- udzielanie pierwszej pomocy,
- przestrzeganie, popularyzowanie zasad kultury turystycznej, opieki nad zabytkami i ochrony przyrody,
- podnoszenie kwalifikacji, ciągłe pogłębianie wiedzy, przestrzeganie regulaminu przewodnickiego,
- noszenie odznaki.

Ponadto powinien być on kwalifikowanym turystą, miłośnikiem krajoznawstwa, odznaczającym się szeregiem cech osobistych, które wraz z posiadaną wiedzą i umiejętnościami pozwolą mu w pełni wykonać powierzone zadanie.

### Rodzaje przewodników
- Terenowy
  - łączy funkcje przewodnika miejskiego, górskiego i muzealnego w zależności od trasy (autokarowe, piesze, rowerowe)
  - prowadzenie uczestników imprezy określoną w programie trasą
  - dbanie o bezpieczeństwo turystów, udzielenie pomocy w razie potrzeby
  - przekazywanie informacji o geografii, historii, kulturze, gospodarce danego regionu
  - dopilnowanie realizacji całego programu imprezy i ich zgodności z zamówieniem
  - rozbudzenie wśród uczestników imprezy chęci do uprawiania turystyki i krajoznawstwa.
- Górski (tatrzańscy, sudeccy, beskidzcy)
  - przekazywanie informacji o trasie i okolicy
  - zapoznanie z walorami regionu i ciekawszymi okazami przyrody na trasie, np. drzewa, skały
  - troska o bezpieczeństwo oprowadzanych turystów
  - dostosowanie trasy wyprawy do możliwości i ekwipunku turystów
  - instruowanie turystów o sposobach posługiwania się sprzętem i zachowania się w górach
  - zapewnienie turystom pomocy w razie potrzeby
  - zachęcanie uczestników wyprawy do ochrony przyrody
  - dobre zdrowie, kondycja fizyczna
  - odpowiedzialność, zaangażowanie
  - stanowczość.
- Miejski
  - przedstawienie miasta i poszczególnych jego obiektów (kościoły, zamki, pałace, kamienice, place, pomniki, muzea itp.) w sposób, który umożliwi turyście zachowanie w pamięci nie tylko jego obrazu, ale i w miarę skondensowanej wiedzy
  - powiązanie informacji o mieście z historią, kulturą i geografią całego kraju, a także wskazanie miejsca miasta w życiu społecznym i gospodarczym państwa
  - ukazanie powiązań historycznych, kulturalnych i innych z historią i kulturą Europy
  - prezentacja miasta z uwzględnieniem różnic i analogii w stosunku do miasta lub kraju, z którego pochodzą turyści
  - znajomość historii kraju i historii powszechnej, historii miasta i poszczególnych obiektów wraz z ich wnętrzami, setkami obrazów, rzeźb, detali architektonicznych, symboliki
  - opanowanie umiejętności łatwego nawiązywania kontaktu z ludźmi
  - zachowanie w każdej sytuacji opanowania i grzeczności
  - doskonała orientacja w terenie, dobra organizacja.
- Muzealny
  - przedstawienie ekspozycji muzealnej w sposób przystępny dla słuchaczy: przewodnik musi dobrać odpowiedni klucz słowny, tzn. grupie wykształconej musi przedstawić nie tylko sam eksponat, ale omówić też całość zjawisk i kierunków myślenia, scharakteryzować epokę, często ze szczegółami, wobec grupy dzieci wiele szczegółów zostanie ominiętych (przewodnik będzie musiał posługiwać się językiem prostym, bez słownictwa naukowego).

### Przewodnictwo studenckie
Ustawa nie obejmuje przewodników studenckich, którzy w rozumieniu ustawy nie posiadają uprawnień przewodnickich, ale stanowią organ szkolący przyszłych przewodników pod kątem egzaminu państwowego na przewodnika. Przewodników studenckich szkolą Studenckie Koła Przewodnickie, prowadząc kursy przewodnickie. Zwyczajowo przewodnicy tacy nazywani są również po prostu przewodnikami, niemniej posiadają oni jedynie prestiżowe funkcje w swoich i pokrewnych organizacjach. Niejednokrotnie kursy w studenckich kołach przewodnickich są jedynymi uprawnionymi do szkolenia kandydatów na przewodników („państwowych”) przed egzaminami państwowymi.